# Les Merveilleuses Mésaventures de Flapjack
Ne doit pas être confondu avec Moi, Flapjack et les Martiens.
Les Merveilleuses Mésaventures de Flapjack, Les Mésaventures de Flapjack ou simplement Flapjack (The Marvelous Misadventures of Flapjack), est une série d'animation américaine créée par le dessinateur Thurop Van Orman (en), produite chez Cartoon Network Studios, et initialement diffusée entre le 5 juin 2008 et le 31 août 2010 sur la chaîne Cartoon Network.
En France, la série a été diffusée à partir du 15 septembre 2009 et jusqu'au 5 août 2011 sur Cartoon Network.

## Synopsis
La série met en scène les mésaventures de Flapjack, un jeune garçon qui a été élevé par une baleine parlante nommée Bubule. Ils vivent une vie tranquille jusqu'à ce que le duo sauve la vie d'un pirate du nom de Capitaine Flibuste, qui raconte à Flapjack l'existence d'un endroit merveilleux appelé l'Ile de la confiserie, complètement faite à base de bonbons. Inspiré par ce conte pour pirates, Flapjack, Capitaine Flibuste et Bubule se lancent dans des « mésaventures » à la recherche de bonbons et de l'Ile de la confiserie. Ces trois passent la majeure partie de leur temps à Port Tempête, l'endroit où ils se sont rencontrés, et également l'endroit où plusieurs êtres étranges habitent.

## Production

### Développement
Van Orman tente de lancer un nouveau concept sur Cartoon Network en 2001. Il crée quelques courts-métrages inspirés des jeunes téléspectateurs, avec des aventures basées sur d'anciens ouvrages. Son projet a été rejeté, mais grâce aux commentaires qu'il a reçu, il relance son projet sur la chaîne en 2003. Dans la version originale, Paul Reubens était originellement sélectionné pour doubler Flapjack, mais lorsque Reubens ne vient pas durant le premier jour d'enregistrement, Van Orman lui-même décide de doubler Flapjack.

## Distribution

### Voix originales
- Thurop Van Orman : Flapjack
- Brian Doyle-Murray : Flibuste
- Roz Ryan : Bubulle
- Jeff Bennett : Peppermint Larry, l'Inventeur
- Steve Little : Dr Julius Barber
- Daran Norris : Dock Hag
- Jackie Buscarino : Sally Syrup

### Voix françaises
- Stéphane Flamand : Flapjack
- Mathieu Moreau : le capitaine Flibuste
- Célia Torrens : Bubulle
- Bruno Mullenaerts
- Peppino Capotondi
- Karim Barras
- Martin Spinhayer

## Épisodes

### Première saison (2008–2009)
1. La Course / L'Île de Cammie
2. Quelques lieues au-dessus des mers / Faut pas s'emballer
3. À chaque tonneau son couvercle / Que la meilleure barbe l'emporte !
4. À l'école / Grognifiés
5. Une coupe et la barbe... Deux amis / Je t'ai à l'œil
6. Le Plus Ouest des anniversaires / Flibuste n'est qu'un rat pestiféré
7. Les Pieds-cuits / Passe la main
8. Un coussin pas comme les autres / La Fête à Nœud-Nœud
9. Un nouveau modèle / La Vie de château
10. Rions un peu avec Punsie MacVanne / Équilibre
11. L'Île du génie mécanique / Vengeance
12. Oh, mon frère ! / Flapjack a un double
13. Comment devenir un meneur / Les Oursins
14. Jambes des mers / Pas de sirop pour les pancakes
15. L'Homme plante / Les Têtes de poisson
16. Mon ange gardien me tue / Cher Journal
17. La Crise de la voix / Faites vos vœux
18. Petits Cœurs / Ben Blouseur
19. L'amour rend aveugle / À bord de la Reine Confiserie
20. Main basse sur les diams / Flop flop bidon bide

### Deuxième saison (2009–2010)
1. Une bonbonne à la mer / Derrière le rideau
2. Vis ma vie / Richard-Fortuné
3. La lune fait sa révolution / Une amitié qui compte
4. On lui tire son chapeau / L'Hilarant Problème du capitaine Flibuste
5. Un pantalon chic / Un problème de doudou
6. Miroir, mon beau miroir / Sales Histoires

## Médias

### DVD
Le volume 1 est commercialisé aux États-Unis le 15 septembre 2009. Il contient 5 épisodes + 4 autres extras. Originellement, un épisode n'ayant jamais été diffusé à la télévision devait paraître dans le DVD, mais n'est pas paru pour raison inconnue. Un deuxième volume devait être commercialisé en décembre 2010, mais est annulé à cause de la fin de diffusion de la série.
| Titre original du DVD                           | Zone 1            | Disques | Épisodes | Extras |
| ----------------------------------------------- | ----------------- | ------- | -------- | --- |
| The Marvelous Misadventures of Flapjack: Vol. 1 | 15 septembre 2009 | 1       | 1-5      | Adventures in: voice acting and animation, Misadventures in song, Meet Thurop, Canceled - Captain and ToeNeil short. |
| The Marvelous Misadventures of Flapjack: Vol. 2 | Annulé            | 1       | 6-10     | Aucun |

### Jeux vidéo
Un jeu vidéo de Flapjack est confirmé par le créateur Thurop Van Orman durant printemps 2010 sur Nintendo DS. Lorsque l'émission a pris fin, la sortie a apparemment été annulée. Cependant, Flapjack apparaît dans un jeu d'action de Cartoon Network. Le jeu est annoncé durant printemps 2011 sur Nintendo 3DS, et est adapté sur PlayStation 3, Xbox 360 et Nintendo Wii plus tard la même année.

## Récompenses et nominations
| Date | Récompense        | Catégorie                                       | Nomination   | Résultat   | Réf.  |
| ---- | ----------------- | ----------------------------------------------- | ------------ | ---------- | ----- |
| 2009 | Golden Reel Award | Effet et édition sonore                         |              | Nomination | [ 7 ] |
| 2009 | Emmy Awards       | Production d'une série d'animation              | Chris Roszak | Lauréat    | [ 8 ] |
| 2010 | Annie Awards      | Production d'une série d'animation pour enfants |              | Nomination | [ 9 ] |